# Thérèse Tréfouël
Thérèse Tréfouël, nata Boyer (Parigi, 19 giugno 1892 – Parigi, 9 novembre 1978), è stata una biochimica francese.
Insieme al marito Jacques Tréfouël è nota soprattutto per la ricerca sui sulfamidici, una classe di antibiotici.

## Biografia
Tra il 1913 e il 1919 Tréfouël studiò chimica alla Faculté des Sciences a Parigi, dove incontrò suo marito Jacques durante un laboratorio.
Jacques e Thérèse si sposarono nel 1921.  Erano noti per la forza della loro collaborazione. Anche dopo il loro pensionamento continuarono a collaborare a vari progetti: Jacques era affascinato dalla lavorazione dei metalli e del legno e costruiva mobili che Thérèse tappezzava.

### Ricerca e carriera
Nei primi anni '20, Thérèse e suo marito lavorarono all'Istituto Pasteur, nel laboratorio di Ernest Fourneau, noto come il padre della chimica farmaceutica. Studiando i derivati dell'arsenico, crearono farmaci che potevano essere usati contro la sifilide (Stovarsol), la tripanosomiasi africana (Orsanine, moranyl) e la malaria (Rodoquine).
Stovarsol e Orsanine sono entrambi isomeri dell'acido acetilaminoidrossifenilarsonico.
Questa è stata la prima dimostrazione di come gli isomeri della stessa molecola potessero avere differenti e specifiche proprietà.
I Tréfouël ricevettero diversi premi per questo lavoro, tra cui il Premio Parkin dell'Institut de France (1927), il Premio Louis (1932) e il Premio Paultre (1932) dell'Académie nationale de médecine.
Insieme al farmacologo Daniel Bovet e al batteriologo Federico Nitti, la coppia è nota soprattutto per la scoperta del 1935 della Sulfanilamide, un nuovo antibiotico.
Nel 1938 Jacques aprì il suo laboratorio nell'Istituto Pasteur di Parigi, che diresse a partire dal 1940, cedendo quindi la direzione del laboratorio a Thérèse.
Dopo la seconda guerra mondiale, la coppia continuò la loro ricerca sui sulfamidici. Nel 1954 stabilirono l'uso del dapsone per il trattamento della lebbra e della tubercolosi.
Thérèse divenne ufficialmente la direttrice del laboratorio nel 1955, mentre Jacques fu il direttore dell'Istituto per un totale di 24 anni.
La coppia venne candidata al Premio Nobel per la chimica nel 1950 da parte di Pauline Ramart-Lucas. Nel 1955 furono candidati per il Prix du Conseil National de l'Ordre des Pharmaciens, per il loro contributo alla chimica.
Thérèse si ritirò nel 1963 e morì nel 1978, un anno dopo il marito.
Ai coniugi Tréfouël è stata dedicata una piazza di Parigi.

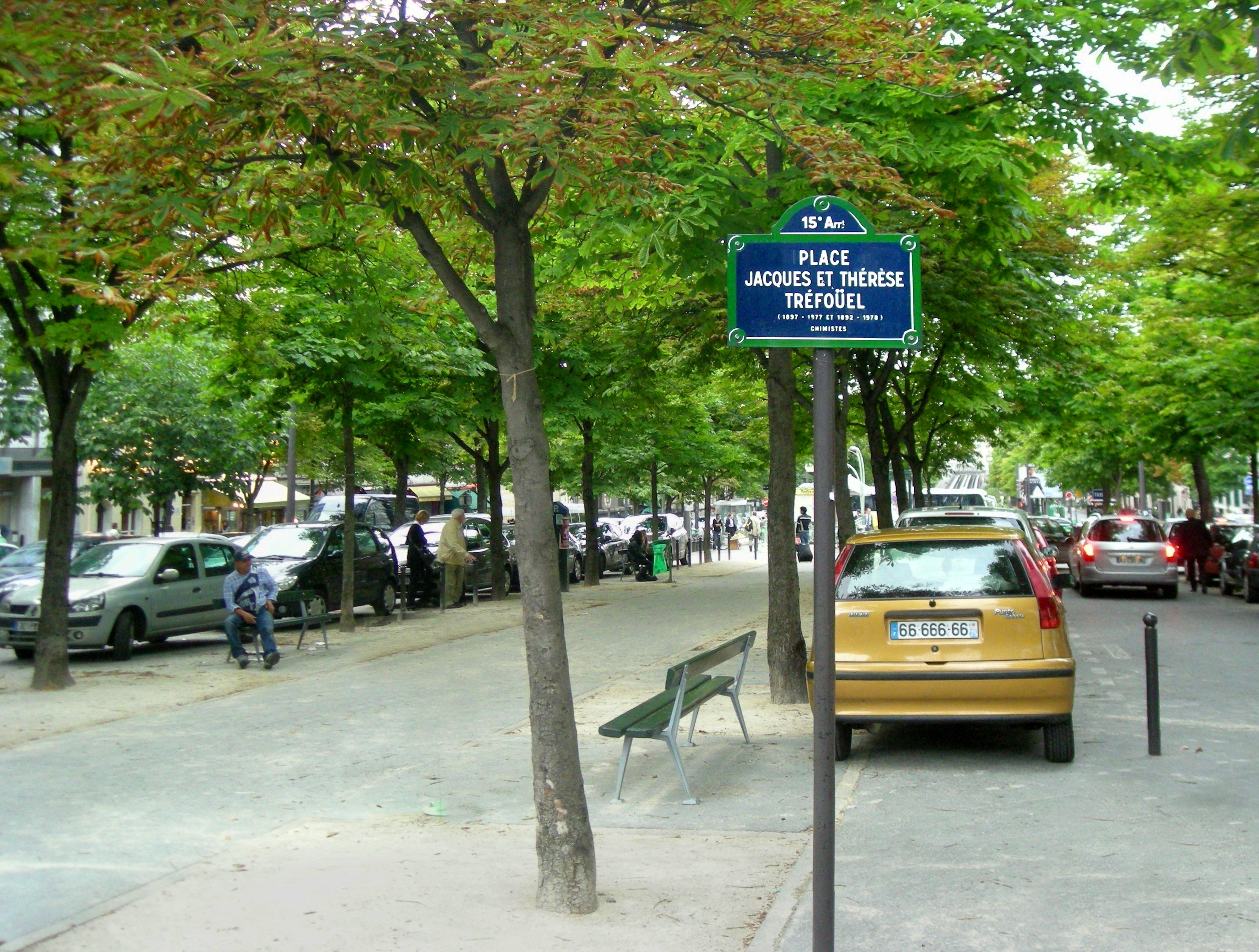
La piazza dedicata ai coniugi Tréfouël a Parigi.

## Pubblicazioni
- Traité de chimie organique / T. 22, Méthodes générales utilisées en chimie industrielle organique, grandes synthèses, matières colorantes, tanins et tannage, hauts polymères synthétiques, chimie du caoutchouc naturel, savons et produits similaires, parfumerie, industries de fermentation, chimiothérapie (1953)[6]